# Испанско-латвийские отношения
Испанско-латвийские отношения — двусторонние дипломатические отношения между Латвией и Испанией. Обе страны являются полноправными членами Европейского Союза и НАТО.
У Латвии есть посольство в Мадриде и консульства в Барселоне, Бильбао, Марбелье, Севилье и Валенсии. Официальное представительство Испании в Латвии ограничено офисом посольства в Риге.

## Дипломатические отношения
Исторические отношения между Испанией и Латвией начались в первый период независимости и были восстановлены в октябре 1991 года.
После вступления Латвии в Европейский Союз и НАТО в отношениях с Испанией произошли положительные изменения, включая открытие посольства Испании в Риге в 2004 году и дипломатического представительства Латвии в Мадриде.

## Сотрудничество
Хотя на Латвию не распространяется официальная испанская помощь по развитию, сотрудничество в культурной и образовательной сфере растёт. Несколько испанских университетов подписали соглашения с коллегами в Латвии, и количество студентов Erasmus в Испании продолжает расти. AECID финансирует две лекции в каждом Рижском университете.
Испанские артисты приезжают в Ригу для участия в крупных танцевальных или музыкальных фестивалях в рамках культурной программы Латвии.
Латвийская академия культуры преподает специальность по испанскому языку и культуре. Латвийский университет преподает степень магистра в области романских исследований при поддержке программы лекторов AECID.